# Albert Girard
Vous lisez un « article de qualité » labellisé en 2010.
Pour les articles homonymes, voir Girard et Albert Girard (homonymie).
Albert Girard, dit le « Samielois », également appelé Albertus Gerardus Metensis, parfois Albert Gérard, né vraisemblablement le 11 octobre 1595 à Saint-Mihiel et mort à 37 ans, le 8 ou 9 décembre 1632 en Hollande, probablement près de la Haye, est un mathématicien barrois francophone ayant mené toute sa carrière aux Pays-Bas.
De son vivant, Albert Girard est connu comme ingénieur. Élève et traducteur des œuvres de Stevin, ami de Golius, de Snell et sans doute de Jacques Aleaume, il s'occupe en tout premier lieu de fortifications et d'ouvrages militaires.
Son importance est tardivement reconnue dans le domaine des mathématiques et son rôle de traducteur et de mécanicien masque longtemps l'originalité de ses travaux personnels dans cette discipline. Pour Henri Bosmans, ses ouvrages sont les plus importants qui ont été écrits entre Viète et Descartes.
Son œuvre, qui se situe à la transition des traditions de la Coss, des innovations de l'algèbre spécieuse de François Viète et des préoccupations qui à la même époque animent Pierre de Fermat ou Bachet de Méziriac, touche à des domaines variés et apporte de considérables nouveautés. Son écriture mathématique, héritée de la Coss et en partie de l'algèbre nouvelle, fourmille de nouvelles notations. Plusieurs ont enrichi l'univers des mathématiques, notamment les parenthèses, les crochets, et son indexation des radicaux pour les racines cubiques ou cinquièmes.
Sa contribution va bien au-delà de cet apport et plusieurs propositions qui font date dans l'histoire des mathématiques sont nées sous la plume de Girard. Parmi celles-ci, se trouvent dès 1626 les premières notations de la fonction sin (pour sinus). Il est parmi les premiers à formuler le théorème fondamental de l'algèbre dans le cas de polynômes réels (1629), et le théorème des quatre carrés. Il est l'auteur du premier énoncé connu du théorème des deux carrés, dit « Fermat de Noël » (1625), et d'un des premiers énoncés de la formule de Girard-Waring, d'une définition précise des suites de Fibonacci, etc. En anglais, la formule, qu'il est le premier à publier et qu'il démontre partiellement, donnant l'aire d'un triangle sphérique à l'aide de ses angles se nomme le théorème de Girard ou d'Harriot-Girard.

## Biographie
Albert Girard est né à la fin du XVIe siècle à Saint-Mihiel, petite ville de l'actuel département de la Meuse. Cette découverte fait d'Albert Girard un mathématicien français. Rien n'est connu néanmoins avec certitude, ni de ses premières études, ni de la date où sa famille rejoint la Hollande.

### Exil en Hollande

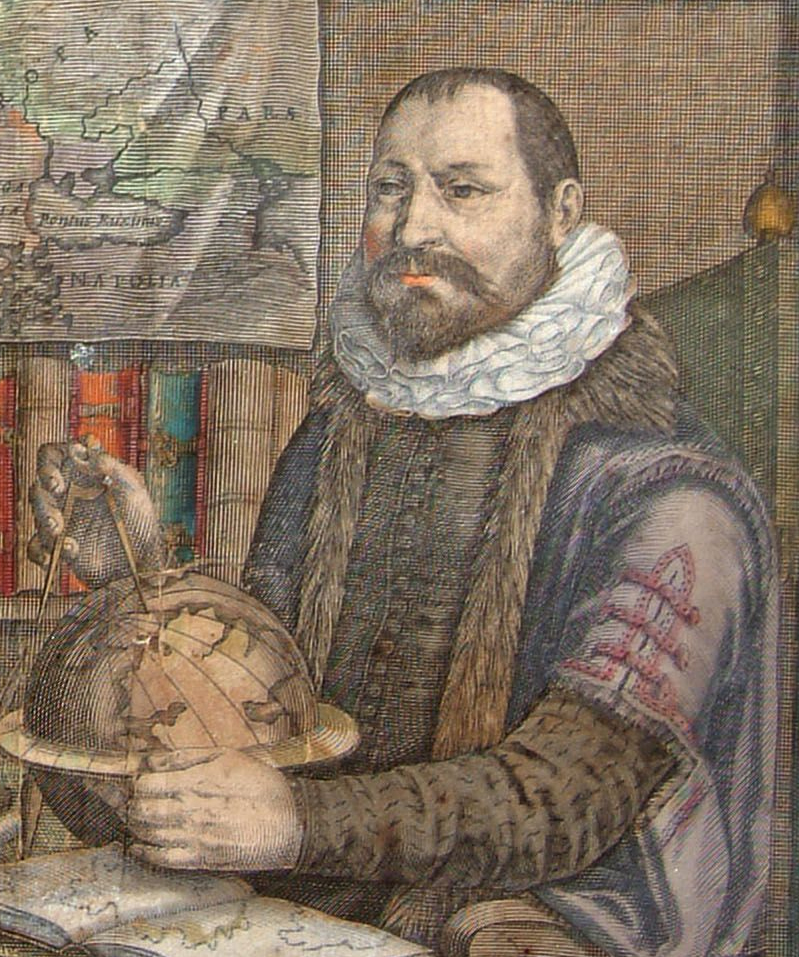
Le cartographe Hondius, dont le portrait est parfois présenté – à tort – comme étant celui de Girard.

Après 1610, le culte réformé est interdit sous le règne d'Henri II de Lorraine (le favori de ce prince est membre de la maison des Guise) et de nombreux protestants lorrains sont contraints à l'exil. Le jeune Albert Girard et sa famille rejoignent alors les Pays-Bas. Exilé, Albert Girard conserve toutefois sa vie durant un attachement à Saint-Mihiel et à Metz, dont il se réclame alternativement dans ses écrits. Il demeure simultanément adepte de la religion réformée, notamment au travers de ses polémiques avec son confrère Honorat de Meynier, lorsque ce dernier traite les Huguenots d'hérétiques.

### Musicien et mathématicien
En 1613, Girard réside à Amsterdam, dans le quartier de la Halle. Il épouse le 12 avril 1614, Suzanne des Nouettes (également dénommée Suzanne de Noethes (née en 1596), des Monettes, des Mouettes, ou de Nouet) dans l'église wallonne d'Amsterdam. Il est assisté de sa famille et se donne pour joueur de luth. Le 5 février 1615, il fait baptiser son fils Daniel, le premier d'une longue lignée, dans cette même ville. La même année, Girard se lie à Jacob Golius, avec lequel il correspond dès 1616, échangeant avec lui quelques problèmes mathématiques.
En 1617, Girard s'établit à Leyde (probablement y est-il appelé par Golius) ; il s'inscrit par lui-même à l'université de cette ville le 28 avril 1617 où il étudie la musique. Il est toujours à Leyde, en juillet 1622. Réfugié protestant, et toujours joueur de luth professionnel, il entre pendant ces années-là en relation avec Willebrord Snell, dont il ne cesse par la suite de chanter les louanges. Il y étudie également les mathématiques et donne quelques premiers travaux sur la chaînette qu'il identifie à tort à une parabole ; il prend, sans doute en hommage au Marolois et à sa ville natale, le titre de « Samielois » (les Sammielois sont les habitants de Saint-Mihiel, sur la Meuse, au sud de Verdun). Dans d'autres textes, il se dit Metensis c'est-à-dire Messin, en latin.

### Les fortifications

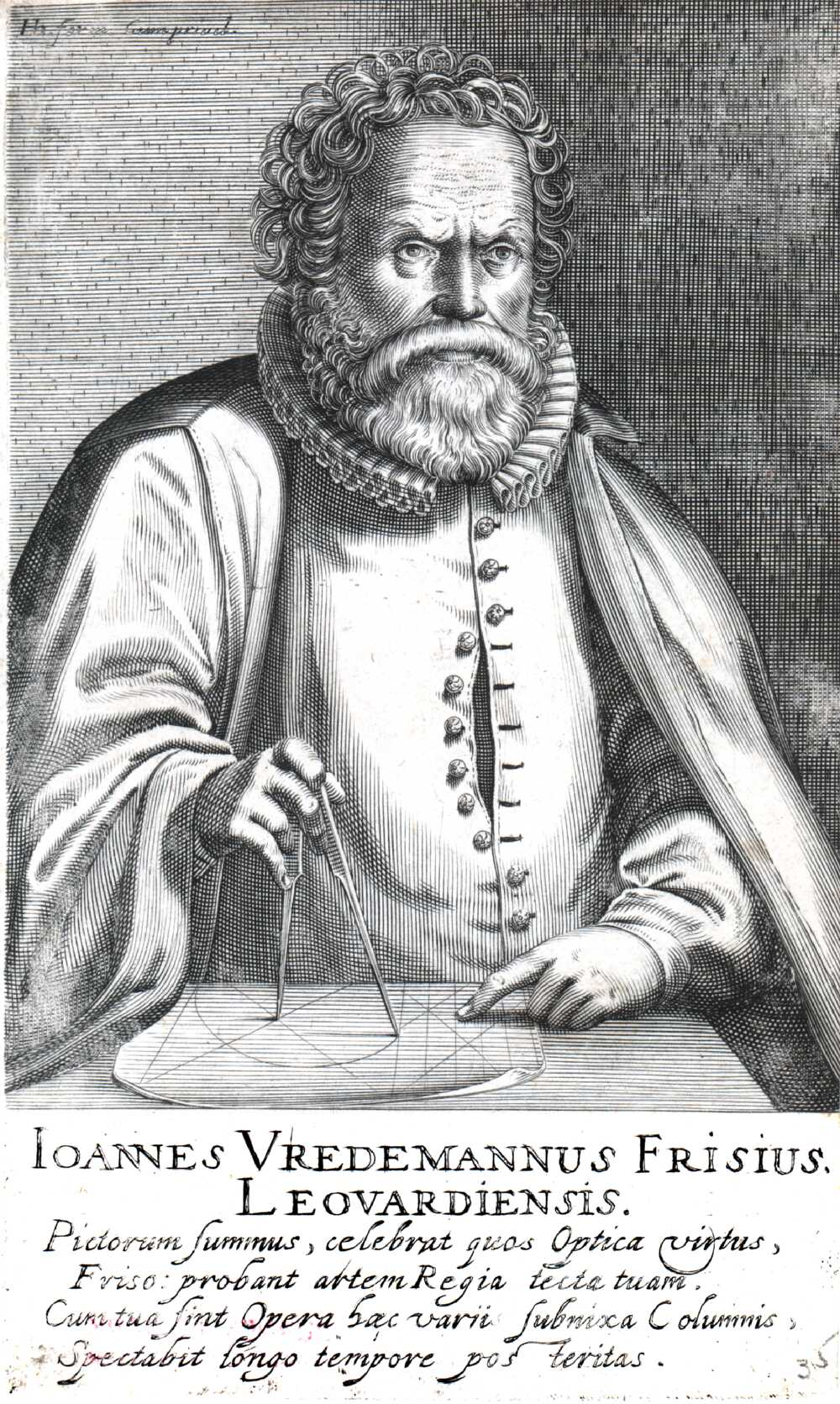
Hans Vredeman de Vries.

À l'instar de ses maîtres, Simon Stevin, pour lequel il déborde d'admiration, et probablement Jacques Aleaume, Girard est intéressé par les applications militaires des mathématiques, en particulier les fortifications. Il corrige et traduit les œuvres de Simon Stevin et les édite en 1625, œuvres auxquelles il ajoute un livre de sa composition traduit des livres V et VI de Diophante. Deux ans plus tard, il traduit en français les œuvres du cartographe hollandais Hendrik Hondius et participe à l'édition abondamment corrigée du Traité sur les fortifications de Samuel Marolois (1627). Ce traité est édité conjointement avec L’Architecture contenant la toscane, dorique, ionique, corinthiaque et composée de Hans Vredeman de Vries, et est publié par Henri Hondius de La Haye en 1606, et réédité en 1617, 1620, etc. Il est dédié par l'éditeur Jan Janssen au prince Henri de Nassau. Le second de ses ouvrages, Fortification ou Architecture militaire tant offensive que defensive a été publié chez Hondius en 1615. Il est divisé en deux parties, l'une concernant les fortifications régulières ou idéales, l'autre les fortifications irrégulières, les plus répandues en Hollande.

### Une fin prématurée
Girard demeure cependant sans grandes ressources, il affirme dans la dédicace de son Invention nouvelle en l'algèbre :

« Étant ici en pays étranger, sans mécène et non sans perte, avec une grande famille, je n'y ai pas le loisir ni le pouvoir d'écrire ici tout ce qui pourrait être convenable. »

Un siècle plus tard, l'historien des mathématiques Jean-Étienne Montucla tire la morale de cette misère : 

« Les porismes d'Euclide sont une mine qui ne vaut pas celles du Pérou ou du Potosi. »

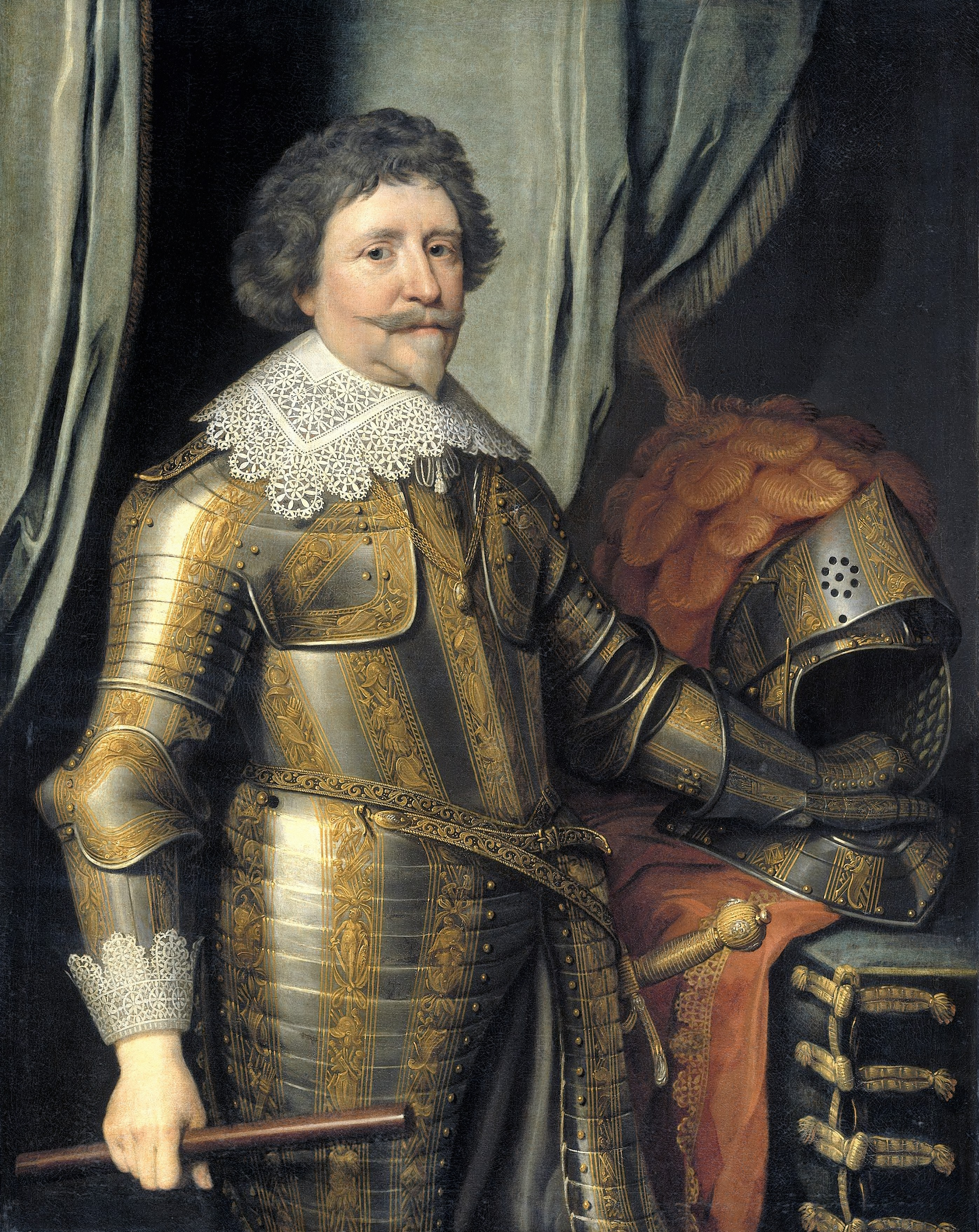
Frédéric-Henri d'Orange-Nassau, dont Girard est ingénieur militaire.

Parmi ses rencontres, figure Pierre Gassendi, qui sollicite un entretien en juillet 1629 par l'entremise d'un ami commun, nommé Fresne-Canaye. Afin de mettre en présence le philosophe français et l'ingénieur militaire du Stathouder, Fresne-Canaye leur donne à souper. À cette occasion, le philosophe français remarque :

« (que) tous ces gens-là sont pour le mouvement de la Terre. »

L'entrevue a lieu alors qu'Albert Girard sert le prince d'Orange Frédéric-Henri de Nassau ; Pierre Gassendi précise qu'elle se tient au camp de Bois-le-Duc. Après le siège de Bois-le-Duc, auquel il assiste avec Henri de Bergaigne, Girard dédie à ce protecteur et ami son Invention nouvelle en l'algèbre (Amsterdam, 1629). Il envisage alors de rédiger un traité d'optique et un traité de musique ; mais ses finances ne le lui permettent pas.
D'après le mathématicien Olry Terquem, Girard succombe sous les étreintes de cette profonde misère.
À l'heure de sa mort, le peuple le connaît davantage comme ingénieur militaire du prince Frédéric-Henri d'Orange-Nassau qu'en tant que mathématicien. Il meurt d'ailleurs dans un état voisin de l'indigence, selon Jean-Étienne Montucla et Diederik Johannes Korteweg. Après sa mort, le 11 décembre 1632, ses parents l'enterrent dans la « Groote Kerk » sous le nom de « Monsieur Albert », ingénieur.
L'épouse du « Samielois » continue de publier ses ouvrages, essentiellement ses traductions de Stevin dont sa statique ou pondéraire. Il la laisse avec onze enfants (dont le dernier, posthume). La préface des œuvres de Stevin, publiée par eux, comporte cette dédicace évoquant leur situation :

« Voici une pauvre veuve avec onze enfants orphelins auxquels le mari et père, décédé il y a un an, n’a laissé qu’une bonne réputation d’avoir fidèlement servi, et employé tout son temps à la recherche des plus beaux secrets des mathématiques ; ayant été ravi lorsqu’il projetait d’en laisser quelques monuments utiles à la postérité, et de sa propre invention : lesquels il eut lui-même apporté aux pieds de vos Seigneurs Très-illustres, si Dieu lui eût donné le loisir de les parachever. »

## Travaux
Longtemps Girard ne fut connu qu'à titre d'éditeur et de traducteur des œuvres de Simon Stevin. Le maître avait déjà traduit ses propres œuvres en français, notamment son Arithmétique, son traité sur Les fortifications par écluse et sa Castramétation (c'est-à-dire l'art de former des camps militaires) ; simultanément, le secrétaire du prince Henri, un certain Jean Tuning, avait traduit une autre partie de ces ouvrages (vers 1605-1508) sous le titre de Mémoires mathématiques contenant ce en quoy s'est exercé Ie très excellent prince et seigneur Maurice, prince d'Orange etc, écrit premièrement en bas Allemand par Simon Stevin de Bruges. Ces œuvres étaient divisées en cinq volumes : la cosmographie (ou description du Monde, dans laquelle Stevin se montre ouvertement favorable à la théorie de Copernic), la pratique de la géométrie, l'art de peser (ou pondéraire), les perspectives et des mélanges.
Girard les réédite en 1625, puis en 1634, de façon fidèle et bien écrite en distinguant scrupuleusement ce qui tient de sa traduction de ce qui relève de son interprétation. Il affirme notamment :

« Il y a d'autres définitions qui sont nécessaires, comme celles qui suivent, lesquelles j'eusse mis en leur lieu, n'était que je ne désire pas mêler ce que l'auteur dit avec ce que j'écris. »

Dans ces commentaires, Girard essaye de simplifier les méthodes ou la doctrine. Mais il va souvent plus loin que Stevin et il apporte en 1629 une contribution personnelle qui dépasse amplement l'œuvre du traducteur.
Tant dans ses notations que dans ses résultats, il se montre notamment influencé par la nouvelle façon d'écrire les équations et de concevoir les polynômes initiée par François Viète dès 1591 avec la publication de ce livre fondateur qu'est l'Isagoge in Artem Analycitem ou Isagoge. Peut-être initié à cette nouvelle conception par le successeur de Stevin et élève de Viète Jacques Aleaume, alors professeur de mathématiques de l'Université de Leyde, Girard dépasse, là encore, les connaissances qui lui ont été léguées.
Alors que Viète n'admet pas les quantités négatives (ce qui lui vaut quelques fautes dans ses posthumes Equationum recognitione et emendation) ou demeure prisonnier de notations respectant l'homogénéité (pour des raisons géométriques), le Sammielois Girard laisse entrevoir dans ses rares pages d'algèbre quelques-unes des découvertes qui ne seront fixées qu'avec D'Alembert ou Newton.

### L'invention en l'algèbre
Son principal ouvrage, l'Invention nouvelle en l'algèbre, est un commentaire de son édition des œuvres de Stevin. Il n'est pas divisé en chapitres mais se compose de trois parties : calcul arithmétique, théorie des équations et mesure des surfaces. La seconde partie, sur la théorie des équations, est la seule originale. Girard s'y attache principalement à décrire les opérations qui permettent de simplifier les termes d'une équation, transformations qu'avaient initiées Viète et Alexander Anderson. Cela fait, il s'attaque à la résolution de l'équation du troisième degré dans le cas de trois racines réelles par transformation de {\displaystyle X^{3}+pX+q=0} en {\displaystyle 4Y^{3}-Y+\sin(3a)=0}, dont les solutions sont données par la trisection d'un angle. Il montre comment on peut représenter ces solutions comme trois cordes inscrites dans le cercle et enseigne à les construire géométriquement. Il fournit également une méthode d'approximation de ces mêmes racines par l'utilisation d'une suite définie par récurrence à l'aide de la tangente et du sinus, conseillant de s'arrêter quand les deux termes consécutifs sont sensiblement égaux.
Plus loin, Girard invite son lecteur à définir lui-même la formation du triangle d'extraction (triangle de Pascal), dont il donne les premières lignes (ces coefficients binomiaux étaient déjà connus de Viète ou de Marule). Puis il s'attaque aux équations polynomiales à une inconnue ; ce qui fait de ce livre un des plus importants en algèbre.
Girard conclut enfin son Invention nouvelle en l'algèbre, en résolvant quelques systèmes d'équations à plusieurs inconnues (certaines viennent de Guillaume Gosselin) et termine par un système non linéaire qu'il traite très astucieusement. Écrit sous forme contemporaine, ce système revient à déterminer {\displaystyle x,y,z} tels que :

### L'algèbre de Girard
Quoique le nombre de publications de Girard soit peu élevé (huit livres) et que son algèbre n'ait pas toujours la richesse de l'algèbre nouvelle de Viète (sauf indication expresse du contraire, les équations de Girard sont numériques et son langage est celui de la Coss, ou de Stevin), Girard occupe une place importante dans l'histoire des mathématiques. Si 49 pages sur 63 de son Invention nouvelle en l'algèbre sont de type cossique, Girard connaît les livres de Viète et fait plusieurs emprunts à son analyse spécieuse ; il l'enrichit également, excellant dans l'art de la syncrèse, du mathématicien des Parthenay ; il y décèle des erreurs. Enfin, il le généralise, donnant un sens aux quantités négatives et admettant l'emploi des nombres complexes (ou solutions enveloppées).
Il écrit notamment, afin de donner une interprétation aux quantités absurdes, que les géomètres se refusaient généralement à employer :

« La solution par moins s'explique en géométrie en rétrogradant, et le moins recule où le plus avance »

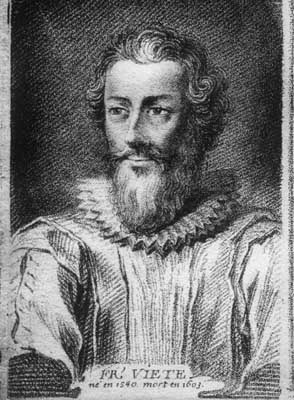
François Viète, l'un des maîtres d'Aleaume et de Girard.

En fait, les notations de Girard sont assez proches de celles de Viète :
- pour la différence absolue : {\displaystyle A=B} signifiant chez eux {\displaystyle |A-B|} ;
- pour le quotient, l'un comme l'autre le note : {\displaystyle {A \over B}} ;
- pour les notations des inconnues et des paramètres, Girard effectue la même séparation que Viète : les voyelles sont réservées aux inconnues, à l'image des langues sémitiques ;
- comme Viète, il ne met pas systématiquement à 0 le second membre d'une équation ;
- comme Alexander Anderson, le « Samielois » note les puissances dans la lignée de l'Algèbre nouvelle, {\displaystyle Aq,Acub,Aqq,..} ;
- comme Viète, il conserve l'homogénéité des coefficients, notant « nombre de première, seconde, troisième, etc. meslé » les factions auxquels Viète prêtait la même dimension (respectivement lineo, plano, solido, plano-plano, etc.)

Toutefois, ces notations divergent sur trois points fondamentaux :
- la notation des racines (l pour « latus » chez Viète, {\displaystyle {\sqrt {}}} chez Girard) ;
- par ailleurs, Girard n'hésite pas à s'affranchir du « ducere in » cher à Viète, ni à écrire {\displaystyle AB} où Viète écrivait{\displaystyle A\ in\ B} ;
- enfin, il innove réellement en développant ses rares calculs algébriques, où il ne fait pas systématiquement mention de leur homogénéité[31].

### D'autres progrès dans les notations.

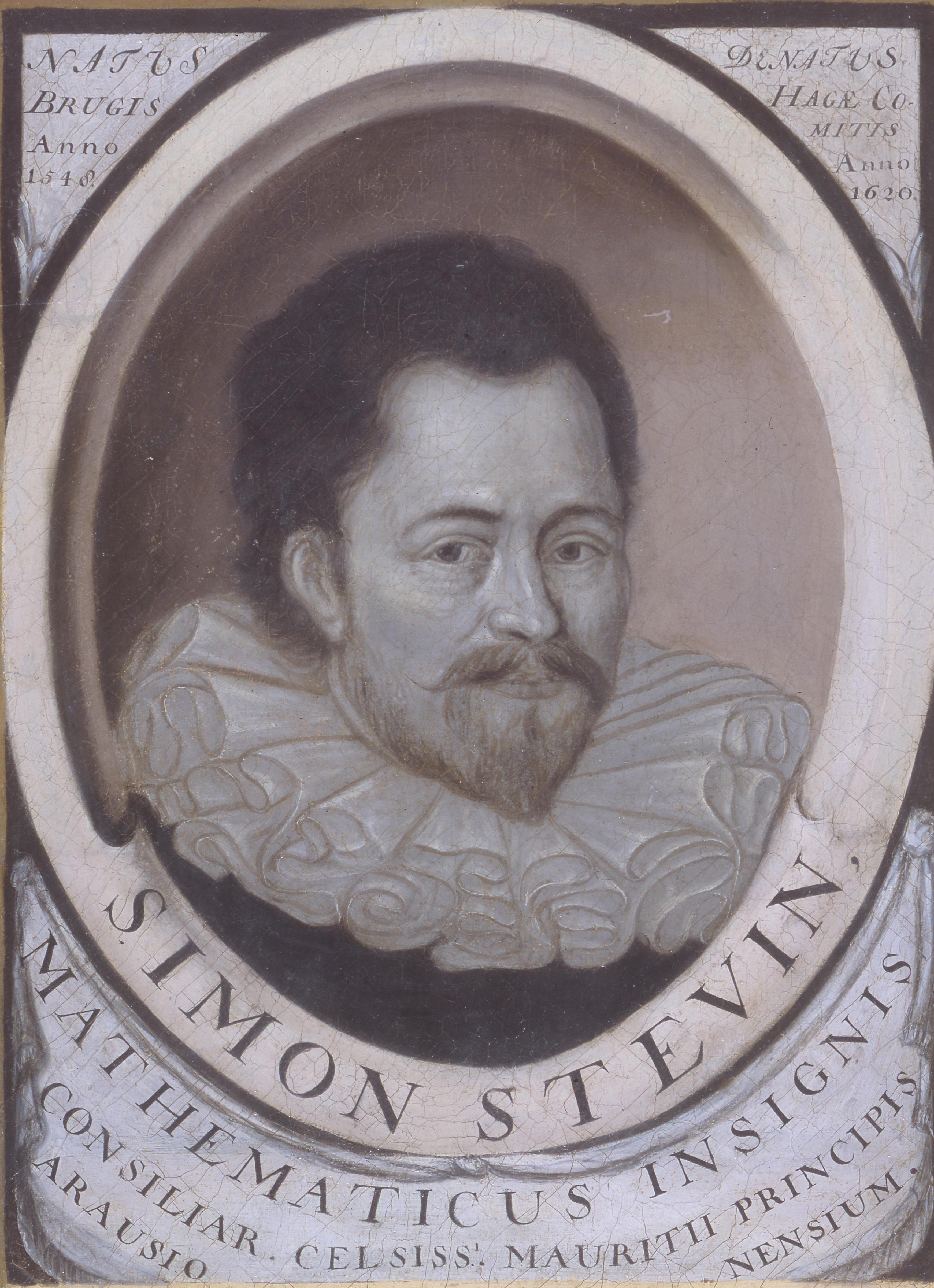
Simon Stevin, l'un des deux maîtres de Girard.

La limite du travail de Girard se fait sentir dans ses ouvrages, où il raisonne souvent en revenant à des exemples numériques, dans le langage de la Coss, encore très en vogue chez les mathématiciens amateurs et dans le large public auquel son livre veut s'adresser. C'est alors l'héritier de Stevin, qu'il traduit. Mais Girard est également un de ces mathématiciens créatifs qui, avec Pierre Hérigone et Girard Desargues bouleversent les notations établies :
Vers 1633, il propose qu'une racine cubique soit notée «{\displaystyle {\sqrt[{3}]{}}}» et une racine cinquième « {\displaystyle {\sqrt[{5}]{}}}». Selon Florian Cajori, la première personne à adopter la suggestion de Girard est Michel Rolle (vers 1690) et Girard est le premier à écrire un exposant fractionnaire.
Girard introduit dans la même année, l'emploi des parenthèses et des crochets, qui est restée, et de notations moins heureuses, qui n'ont pas été retenues. Il note par exemple la « haute extrémité » le terme de plus haut degré d'un polynôme, et « triangle d’extraction » le triangle de Pascal, ou encore « ff » pour « {\displaystyle >} » et « § » pour « {\displaystyle <} »
Girard en revendique l'originalité : 

« L'invention exige de l'industrie à l'inventeur et du jugement à suffisance au traducteur pour comprendre l'invention des auteurs, comme aussi de la facilité au lecteur à concéder ces nouveaux termes, qui sont substitués au lieu de ceux qu'il faudrait avoir. »

Ces notations originales ne sont pas sans raison : Girard nomme du nom de « meslés » les puissances de l'inconnue intervenant dans une équation composée (ou meslée) comportant plus que deux termes. Les coefficients d'un polynôme deviennent donc sous sa plume les « nombres de meslés ». De sorte qu'en langage moderne, pour
le nombre du premier meslé est, selon Girard, {\displaystyle a_{n-1}}, celui du second meslé {\displaystyle a_{n-2}}, et ainsi de suite.
Lorsque {\displaystyle P(X)} est un polynôme scindé, c'est-à-dire s'il possède {\displaystyle n} racines {\displaystyle x_{1},x_{2},\ldots x_{n},} notée autant de fois que leur ordre de multiplicité, il s'écrit
Girard nomme alors « factions » les polynômes symétriques élémentaires des racines de ce polynôme, de sorte que la première faction est {\displaystyle \sum \limits _{i=1}^{n}x_{i}}, la seconde faction {\displaystyle {\sum \limits _{i<j}^{}x_{i}x_{j},}} et ainsi de suite, jusqu'à la dernière identifiée au produit des racines.
Puis, à la suite de Viète qui a déjà donné une partie de ces relations, Girard établit (sur des exemples) les liaisons entre les coefficients et les racines ; plus précisément, il remarque que le nombre du premier meslé est - au signe près - la somme des racines (comptées avec leur multiplicité), le nombre du second meslé la somme des produits de deux racines, de même pour le nombre du troisième meslé, etc. ce qu'on note de façon plus moderne {\displaystyle {a_{n-3}=-\sum \limits _{i<j<k}^{}x_{i}x_{j}x_{k}}}.

Il tourne la difficulté des signes en présentant l'équation polynomiale correspondante sous forme
 isolant de part et d'autre de l'égalité les termes d'exposants pairs et impairs. En cette occurrence, ses notations demeurent celles de Stevin.
Pour Girard, les nombres complexes sont des solutions enveloppées, des nombres inexplicables ou impossibles... avec lesquels, toutefois, il ne rechigne pas à travailler. Il n'hésite pas à faire remarquer, par exemple, l'égalité suivante :
Il justifie d'ailleurs leur emploi, dans le même passage, non seulement par leur utilité, mais aussi parce que ces solutions, (qui ne sont ni des nombres, ni des quantités, ni des grandeurs) permettent d'unifier le théorème de décomposition pour tous les polynômes : 

« On pourroit dire à quoy sert ces solutions qui sont impossibles ? Je répond pour trois choses : pour la certitude de la règle générale, et qu'il n'y a point d'autre solution, et pour son utilité. »

Outre cela, Girard est un des propagateurs des termes « million, billion, et trillion », inventés par Nicolas Chuquet. Il est également un des premiers mathématiciens (concomitamment avec Thomas Fincke (1583 d'après Florian Cajori), Samuel Marolois, William Oughtred (1631 d'après Isaac Asimov) à utiliser les symboles « sin », « cos » et « tan »,. Quelques occurrences de la notation « {\displaystyle sinE} » dans sa mise en forme des travaux du Marolois font de lui le premier mathématicien à employer cette notation fonctionnelle.

### Un apport fondamental de Girard
Dans son livre sur L'invention nouvelle en l'algèbre, Girard est réellement le premier mathématicien à énoncer (de façon un peu floue et sans en fournir de preuves) le théorème fondamental de l'algèbre, auquel les historiens des sciences associent le plus souvent le nom de d'Alembert. Ce théorème, qui assure la factorisation de tout polynôme (réel chez Girard) dans le corps des nombres complexes sous la forme d'un produit de binômes, apparaît en 1629 sous cette forme :

« Toutes les équations d'algèbre reçoivent autant de solutions que la dénomination de la plus haute quantité le démontre. »

À la suite de quoi, Girard tente d'en donner une « explication ». Pour cela, il part des meslés, et affirme l'existence de solutions abstraites qui vérifie l'identité des meslés et des factions. En fait, il postule davantage l'existence d'un corps de rupture formel que son identification au corps des nombres complexes.

« Le dénominateur de la plus haute quantité (le degré) est qui signifie qu'il y a quatre certaines solutions, et non plus ny moins (elles sont comptés avec leur multiplicité) tellement que le nombre du premier meslé est la premiere faction des solutions, le nombre du deuxième meslé, et tousjours ainsi ; mais pour voir la chose en sa perfection, il faut prendre les signes qui se remarquent en l'ordre alternatif. »

Il donne également dans ce même livre quelques identités concernant les polynômes symétriques. Newton retrouvera ces relations par la suite, indépendamment. Elles permettent de calculer, grâce aux formules de Viète, les sommes des puissances de toutes les racines d'un polynôme à l'aide de ses seuls coefficients (voir l'encadré ci-dessus). Elles seront définitivement complétées par Leonhard Euler, Carl Friedrich Gauss et Edward Waring.
D'après Bosmans, il est également le premier à énoncer la règle reliant le nombre de variations de signes des coefficients des équations complètes et le nombre de solutions réelles, communément appelé le théorème de Descartes.

### Trigonométrie sphérique
Les mathématiciens doivent encore à Girard un traité de trigonométrie (édité en 1626), un an après sa première traduction des travaux de Stevin (1625). Le livre fut réédité trois fois, en 1627, et en 1629. Ce sont des raretés de bibliophile. Outre sa préface, qui rend louange à Dieu et adresse quelques reproches à Stevin pour l'imprécision de sa définition des « flèches » (ou sinus verse), Girard attaque le mathématicien Valentin Mennher, arithméticien alors célèbre, puis donne son traité des triangles rectilignes.
Dans cette partie, se trouve notamment reproduite le formule de Thomas Fincke, qui, en langage moderne, s'écrit :
où dans un triangle rectangle, {\displaystyle a,b} désignent les longueurs de deux côtés de l'angle droit et {\displaystyle A,B} les deux angles qui leur sont opposés. À la suite, se trouvent encore quelques formules de Girard, originales pour l'époque, puis un traité sur les triangles rectangles, ou rectilignes. Mais c'est dans la dernière partie, sur la trigonométrie sphérique, que Girard déploie tous ses talents.

Triangle sphérique

D'après l'étude que Michel Chasles consacre à cette partie des œuvres de Girard, le « Samielois » démontre dans ce travail qu'il fait partie du petit nombre de géomètres qui, à l'imitation de Viète, sont à l'instigation des transformations des triangles sphériques. Un an avant Snellius, Girard englobe dans ce traité les quatre triangles formés par les arcs de cercle qui ont pour pôles les trois sommets d'un triangle donné sous le nom collectif de triangle réciproque ; ainsi, il regarde comme réciproques d'un triangle donné, à la fois le triangle de Viète et celui de Snellius.

Plus loin, il développe à partir des formules de « prostaphérèse » la résolution d'un problème original : 

« Trois arcs étant donnés dont le premier est droit, trouver un quatrième arc tels que les sinus soient proportionnels à l'aide d'addition et de soustraction seulement. »

Ce problème conduit à la détermination de {\displaystyle \sin x}, puis {\displaystyle x}, lorsque :
Parallèlement, la formule de Girard donne l'aire d'un triangle sphérique à l'aide de ses angles. Cette découverte, apparemment connue de Regiomontanus, puis de Thomas Harriot vers 1603, n'a pas été publiée par les Anglais et Girard est le premier à l'énoncer publiquement, en 1629 dans son Invention, et le premier à la démontrer partiellement. Mais il n'est guère satisfait de sa démonstration, et l'écrit. À cette occasion il pressent la possibilité de raisonner sur des éléments différentiels, affirmant d'un triangle sphérique infinitésimal qu'on peut le confondre avec un triangle plat, celui-ci étant sans « tumeur ». Sa preuve est contestée à la fin du XVIIIe siècle par Lagrange. Le même résultat est publié en 1632 par Bonaventura Cavalieri puis peu après par Roberval. Les travaux trigonométriques de Girard influencent néanmoins le mathématicien Jan Stampioen, qui devient quelques années après la mort du « Samielois », le rival de Descartes et le précepteur de Christiaan Huygens. Une preuve définitive de la formule des aires sera donnée au XVIIIe siècle par Adrien-Marie Legendre (voir ci-dessous) et par Leonhard Euler.
Également dans son Invention, Girard généralise son travail et donne une formule analogue pour la mesure de la surface d'un polygone sphérique terminé par des arcs de grands cercles (nommée parfois formule de Gauss),.
Explicitement, si {\displaystyle {\hat {A}},{\hat {B}},{\hat {C}}}, etc. désignent les angles du polygone sphérique (convexe) et n leur nombre, l'aire du polygone est donnée par, :

### LesPorismesd'Euclide
Dans son « Traité de trigonométrie », qui est à la suite d'une table des sinus, tangentes et sécantes, il montre par sa préface qu'il s'était également occupé à restaurer l'analyse géométrique des Anciens, et à rétablir les traités dont les titres ont été transmis par Pappus ; il dit, à ce sujet, qu'après ce petit « Traité de Trigonométrie », qu'il donne comme échantillon, « il mettra au jour quelque chose de plus grand ». 
La mort l'en a empêché.
Dans la préface à sa traduction des œuvres de Stevin (éditée en 1625), il annonce derechef son intention de restaurer les Porismes d'Euclide mais cet ouvrage, prêt à paraître, n'aura pas vu le jour et s'est perdu.

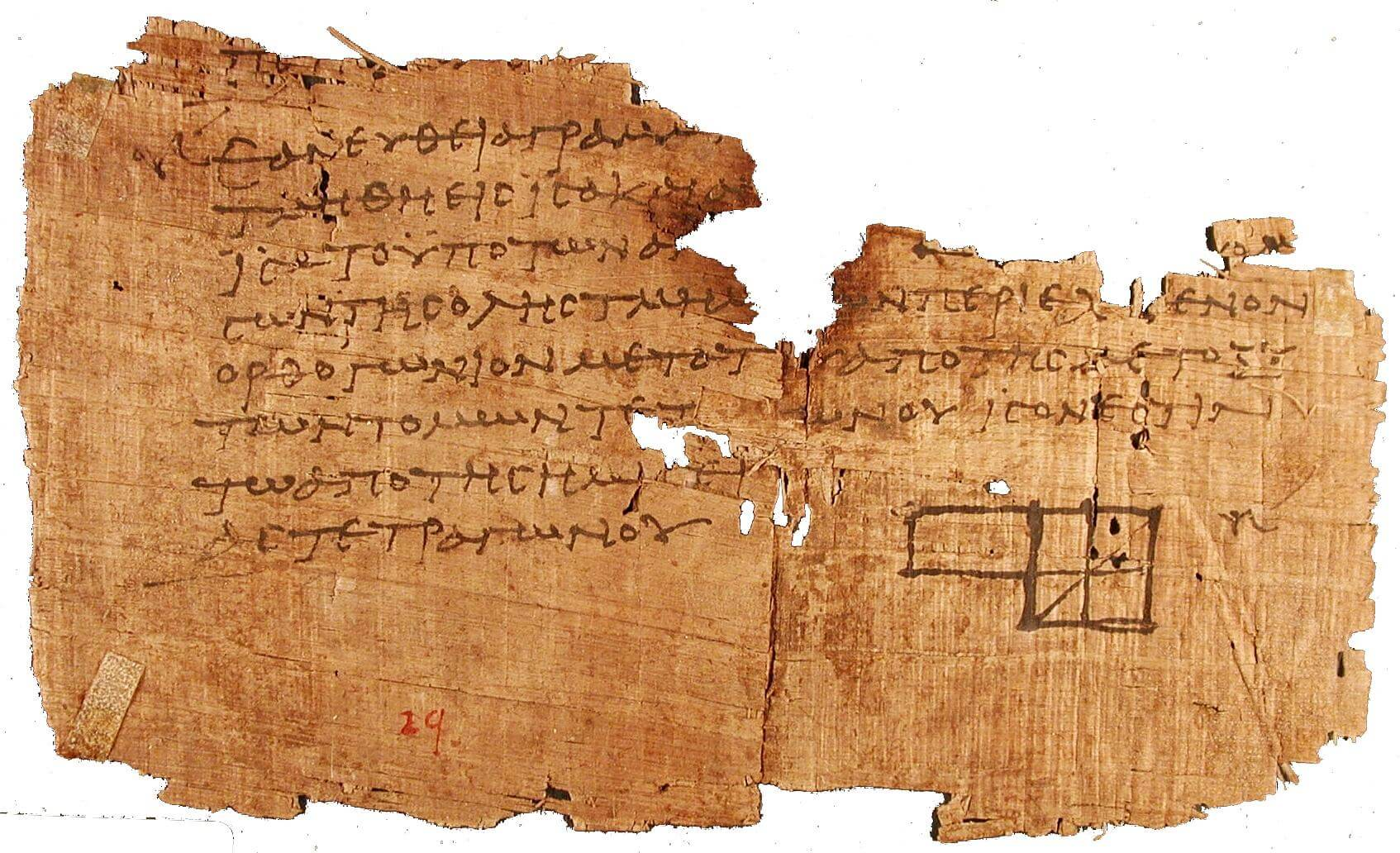
Fragments des Éléments d'Euclide

Dans le chapitre des polygones rectilignes, Girard affirme une fois encore, :

« (...) les Porismes d'Euclides, qui sont perduz, lesquelz j'espere de mettre bient tost en lumiere, les ayant restituez il y a quelques années en ça. »

Dans le Traité de l'art pondéraire ou de la statique de Stevin, Girard ajoute de nouveau, :

« Celuy qui n'entend pas ceste maniere de demonstration doit recourir premierement au lieu cité de Ptolémée, puis à l'Arithmetique du présent autheur vers la fin touchant l'addition et soustraction des raisons. Les Anciens, comme Archimedes, Euclides, Apollone, Pergée, Eutocius Ascalonite, Pappus Alexandrin, etc., ont leurs livres remplis de l'égalité d'une raison à deux autres, excepté ce qu'en a escrit Euclides ès Elemens (...). Mais il est à estimer qu'il en a plus escrit en ses trois livres de Porismes qui sont perdus, lesquels, Dieu aidant, j'espere de mettre en lumiere, les ayant inventez de nouveau. »

Un siècle plus tard, l'historien des sciences Jean-Étienne Montucla doute fortement que Girard ait réellement restauré ces Porismes. Lorsqu'en 1860, le géomètre Michel Chasles tente de restaurer à son tour les Porismes d'Euclide à partir des indications de Pappus, il se montre plus prudent. Il écrit :

« Albert Girard, savant géomètre des premiers temps du XVIIe siècle, avait fait espérer qu'il rétablirait ces Porismes, dont il parle dans deux endroits différents de ses œuvres ; mais ce travail n'a peut-être pas été terminé ; du moins il ne nous est pas parvenu, et l'on ne peut préjuger jusqu'à quel point l'auteur avait entrevu la pensée d'Euclide. »

Après Girard, de nombreux géomètres s'évertuent à reconstituer ces trois livres d'Euclide, notamment Ismaël Boulliau, Carlo Renaldini, Pierre de Fermat, Edmond Halley, Robert Simson, Michel Chasles et Paul Émile Breton (1814-1885).

### Lethéorème des deux carrés

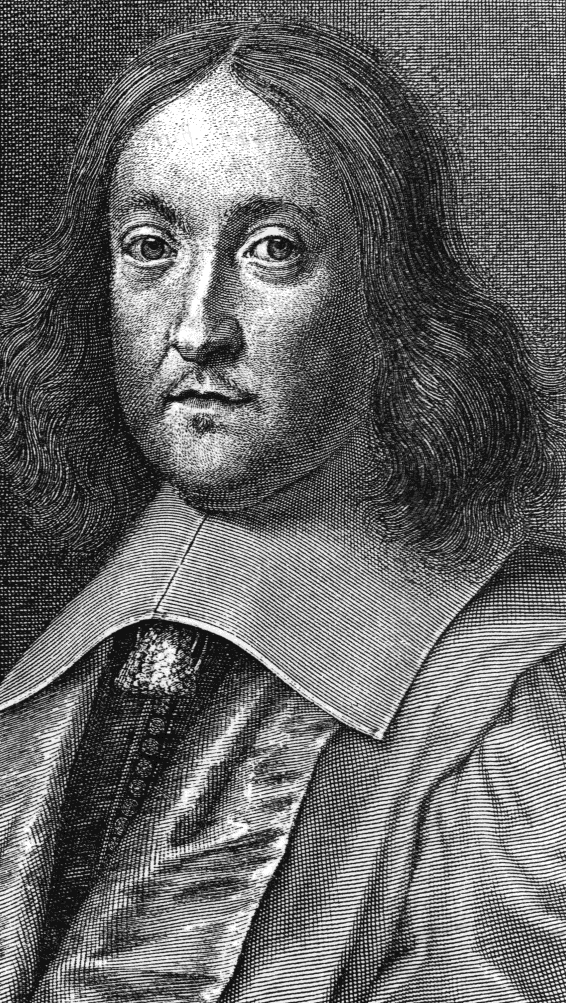
Pierre de Fermat.

Vers 1624, Claude-Gaspard Bachet de Méziriac remarque que le produit de deux sommes de deux carrés est une somme de deux carrés. Ce résultat était déjà connu de Viète, avec une interprétation géométrique, dans ses Notae priores. Il était également connu de Diophante (livre III, problème 19).
En 1625, après avoir repris les traductions de Diophante par Bachet (livres V et VI, 1621), Girard fournit une traduction des œuvres de Stevin, dans laquelle il reproduit une conjecture de Bachet : le théorème des quatre carrés, qui sera démontré par Lagrange en 1770.
Du même coup, le « Samielois » est le premier à formuler une conjecture correcte donnant une condition nécessaire et suffisante pour qu'un nombre entier soit somme de deux carrés seulement.
La formulation moderne habituelle, équivalente à son énoncé, est la suivante :
Théorème des deux carrés (cas général) — Un entier strictement positif est somme de deux carrés si et seulement si chacun de ses facteurs premiers de la forme 4k + 3 apparaît à une puissance paire dans sa décomposition.
En 1640, Pierre de Fermat décrit à Marin Mersenne en termes très généraux comment il propose de démontrer ce théorème, qui porte désormais son nom, dans le cas de nombres premiers. Il faut attendre l'article de 1760 de Leonhard Euler pour une première démonstration complète publiée, grâce à un plan qui s'écarte de celui esquissé par Fermat. La formulation moderne est la suivante :
Théorème des deux carrés (cas des nombres premiers) — Un nombre premier p impair est somme de deux carrés d'entiers si et seulement si p est congru à 1 modulo 4 :
De plus cette décomposition, quand elle existe, est unique à l'ordre près des termes {\displaystyle x^{2}} et {\displaystyle y^{2}}.
Dickson donne le nom de Girard au théorème selon lequel tout nombre premier de la forme 4n + 1 est somme de deux carrés.

### Girard et les fractions continues

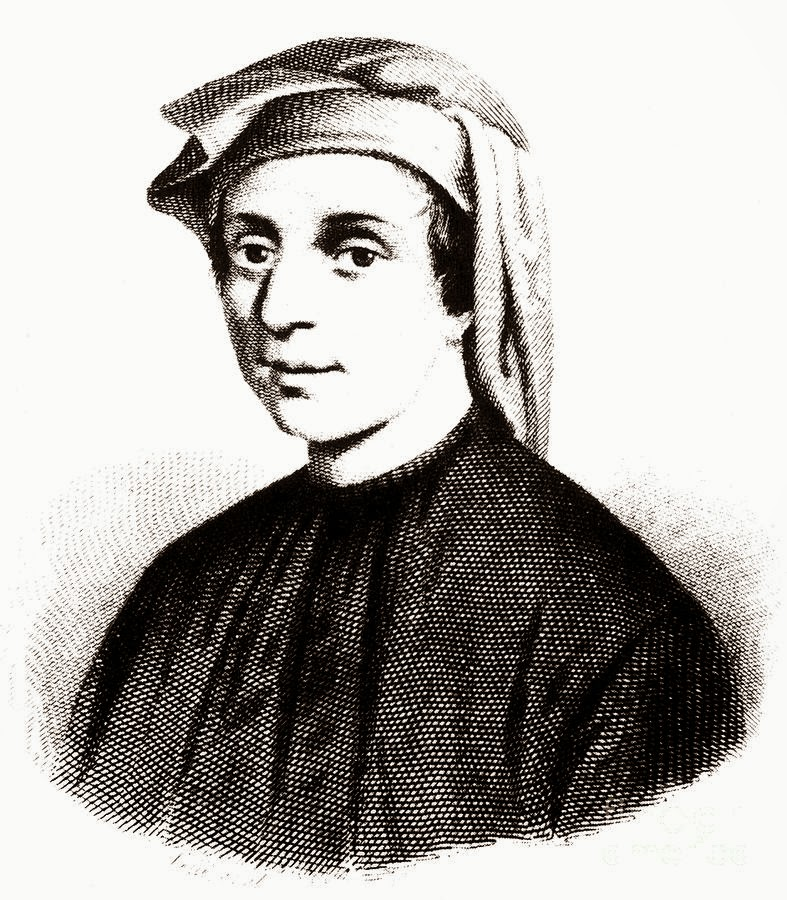
Leonardo Pisano

Girard est également le premier à donner l'expression générale de la formation des suites de Fibonacci :
 {\displaystyle f_{n+2}=f_{n+1}+f_{n}.}
Il le fait dans sa traduction des cinquième et sixième livres de Diophante, en marge de l'édition de 1625 des œuvres de Simon Stevin. La veuve de Girard réédite cet énoncé en 1634, dans la publication de son œuvre posthume. Girard ne fournit pas sa méthode et parle de « particularités non encore par cy devant pratiquées ».
Ce faisant, il approche de très près la première définition des fractions continues. Il remarque également qu'en divisant un terme de la suite par son précédent, le calcul donne une approximation du nombre d'or. Cette propriété a déjà été énoncée par un anonyme du XVIe siècle dans une note manuscrite, à propos de la traduction des Éléments d'Euclide par Luca Pacioli (1509). Elle est confirmée par Kepler vers 1608, dans une de ses lettres. Girard est un des premiers à l'énoncer dans une publication (en 1634), son Invention nouvelle en l'algèbre.
Ses mots exacts sont les suivants :

« Soit faite une telle progression 0,1,1,2,3,5,8,13,21, etc., dont chaque nombre est égal aux deux précédents, alors deux nombres pris immédiatement dénoteront la même raison, comme 5 et 8 ou 8 et 13, etc., et tant plus grands, tant plus près, tellement que 13 à 21 constitue assez précisément un triangle isocèle pris dans un pentagone. »

Selon Georges Maupin, il a sans doute découvert le moyen de construire une suite de rationnels convergeant rapidement vers une racine carrée par la création de fractions continues. Raphaele Bombelli l'avait cependant précédé sur ce domaine en 1572. Sans donner la façon générale de former de telles suites, Girard fournit dans le même livre deux approximations de ce type :
pour √2, il donne : {\displaystyle {577 \over 408}} puis {\displaystyle {1393 \over 985}},
pour √10, il donne : {\displaystyle {1039681 \over 328776}},
dont il est possible (cf. ci-dessous) de vérifier rapidement l'appartenance aux fractions continues, approchant respectivement √2 et √10.
Le même procédé vaut pour √10

### La cosmographie
Dans sa traduction de la cosmographie, publiée à titre posthume en 1634 par sa veuve, Girard demeure fidèle au point de vue héliocentrique de Simon Stevin. Quoiqu'il juge impossible de pouvoir démontrer que le soleil est au centre la sphère des fixes, et qu'il consacre de nombreuses propositions à décrire les mouvements des planètes selon le modèle géocentrique, Girard (comme Stevin) est persuadé que l'hypothèse de Copernic est la plus vraisemblable. Il la nomme « propre », à l'opposé du système de Ptolémée, qu'il qualifie « d'impropre » et donne dans les pages 295-340 des Œuvres Mathematiques de Simon Stevin de Bruges un véritable plaidoyer en faveur des théories de la Terre mobile. Cette affirmation paraît alors que Galilée a été condamné l'année précédente pour son Dialogue sur les deux grands systèmes du monde.
Girard ajoute au texte de Stevin quelques remarques sur les planètes. Il affirme qu'il s'en trouve davantage que les huit planètes connues des anciens, et qu'on en trouvera bien plus grâce à l'invention des « yeux artificiels » que sont les lunettes (ou « lynx »). Pour lui la Voie lactée est un amas d'étoiles, situées fort près les unes des autres. Il cite enfin Aristarque de Samos comme un lointain prédécesseur de Copernic.

## Œuvres
- 1625 : Commentaires de l'édition des œuvres de Stevin, Arithmétique de Simon Stevin, revue, corrigée et augmentée de plusieurs traittez et annotations, par Albert Girard, sammielois, mathématicien, imprimé à Leyde, chez Jacques Elzevier. Seuls deux livres furent édités par Jacob ou Jacques Elzevier ; ces commentaires sont l'un d'eux [lire en ligne].
- 1625 : Description et brève déclaration des règles générales de la fortification, l’artillerie, des munitions et vivres, des officiers et de leurs commissions, des retranchemens de camp, des approches, avec la manière de se deffendre, et des feux artificiels, par Henri Hondius. Le tout traduit du flamend en langue françoise par A. G. S., La Haye, Hendrik Hondius [lire en ligne].
- 1626 : Tables des Sinus, tangentes et secantes, avec un traicté succinct de la Trigonométrie tant des triangles plans, que sphéricques, par Albert Girard, sammielois, chez Jacques Elzevier à La Haye [lire en ligne]. Seconde édition 1634 [lire en ligne].
- 1627 : Geometrie contenant la théorie et pratique d’icelle, nécessaire à la fortification. Jadis écrite par Samuel Marolois, mais depuis corrigée, et la plupart du discours changé et rédigé en meilleur état, par Albert Girard, mathématicien, Amsterdam, Jan Janssen.
- 1627 : Fortification, ou architecture militaire, tant offensive que défensive par Samuel Marolois, revue, augmentée et corrigée par Albert Girard, Amsterdam, Jan Janssen [lire en ligne]. Réimpr. 1651, lire en ligne sur Gallica précédé de  L’architecture contenant la Toscane, Dorique, Ionique, Corinthiaque et Composee, faict par Henri Hondius. Avec quelques belles ordonnances d’Architecture mises en perspective par Iean Vredman frison.
- 1628 : Opera mathematica ou œuvres mathématiques..., De nouveau reveuë, augmentée, et corrigée par Albert Girard, Amsterdam], Jan Ianssen, [lire en ligne] (numérisation e-rara). Réimpr. 1647, [lire en ligne].
- 1629 : Invention nouvelle en l'algèbre, chez Jan Janssen [lire en ligne]. Ce livre, dit Montucla, est « fort remarquable, en ce qu'on y trouve une connaissance des racines négatives plus développée que dans ceux de la plupart des autres analystes »[20]. Un des objets de ce livre est de montrer que, dans les équations qui conduisent au cas irréductible, il y a toujours trois racines.

= Invention nouvelle en l'Algèbre, tant pour la solution des équations que pour recognoistre le nombre des solutions qu'elles reçoivent avec plusieurs choses qui sont nécessaires à la perfection de cette divine science, Amsterdam, 1629, 70 p. / Reproduction identique par M. Biereus de Haan, Leyde, 1884 et N.A.W.nl [Nieuw Archief voor wiskunde uitgegeven door bet Wiskundig Genootschap], Amsterdam, 1884, 11, 85-152

### Œuvres posthumes
- 1634 : Les œuvres mathématiques de Simon Stevin de Bruges, où sont insérés les mémoires mathématiques, auxquels s'est exercé le très haut et très illustre Prince Maurice de Nassau, prince d'Orange, gouverneur des Provinces des Pays-Bas etc., le tout revu, corrigé et augmenté par Albert Girard, sammiélois, mathématicien ; publié à Leyde, chez Elzevier disponible sur diglib, [lire en ligne].

## Retentissements
Le 21 juillet 1629, au lendemain de sa rencontre avec Girard, Pierre Gassendi écrit à Nicolas Fabri de Peiresc qu'il a dîné avec un des ingénieurs du prince Frédéric de Nassau. C'est à ce titre que son siècle le connaît, et l'ignore. Galilée le connaît comme le traducteur de l'Art pondéraire de Stevin.
Le père du mathématicien Huygens apprécie ses travaux, et lui décerne dans une lettre à leur ami commun Golius le titre de « vir stupendus ». Pour autant, la renommée de Girard n'atteint pas le Toulousain Pierre de Fermat ou très tardivement, et son œuvre demeure confidentielle au XVIIe siècle. 
Mersenne le connaît comme mathématicien flamand, alors qu'il est né en Lorraine et écrit en français. Le philosophe René Descartes — selon son habitude — emprunte sans le citer plusieurs de ses idées à Girard,. Blaise Pascal lit Stevin au travers de sa traduction, selon Léon Brunschvicg ; le père Niceron le conseille comme livre portatif.
Pierre Bayle le nomme dans son dictionnaire affirmant qu'on peut aisément distinguer ce qui vient de Stevin et ce qui vient du « Samielois ». En 1752, dans une lettre au comte Stanhope, Robert Simson mentionne la règle d'approximation des racines carrées énoncée par Girard en 1629 et son emploi de la suite de leurs fractions continues. Le Comte de Chesterfield encourage Simson à publier cette découverte et, l'année suivante, Simson rend hommage à Girard pour sa clairvoyance quant aux suites de Fibonacci et ses approximations de √2 dans les Philosophical Transactions of the Royal Society, 1754, t. 2.
En 1758, Jean-Étienne Montucla l'évoque comme un géomètre flamand ; et bien qu'il connaisse l'article de Simson, il ne croit pas aux promesses de Girard de restaurer les Porismes d'Euclide,. Montucla affirme ironiquement :

« Si Girard avait en effet réussi, comme il le dit, il faudrait convenir qu'il était en ce genre, encore plus grand œdipe que Simson. »

Pour lui, Girard, comme Alexander Anderson, n'est qu'un habile successeur de Viète.
En 1773, Fortuné Barthélemy de Félice, lui consacre un article dans son encyclopédie ou dictionnaire universel raisonné des connaissances humaines. Il l'évoque comme un ingénieux hollandais, s'attaquant aux équations cubiques, et poursuivant les travaux de Viète ou de Cardan.

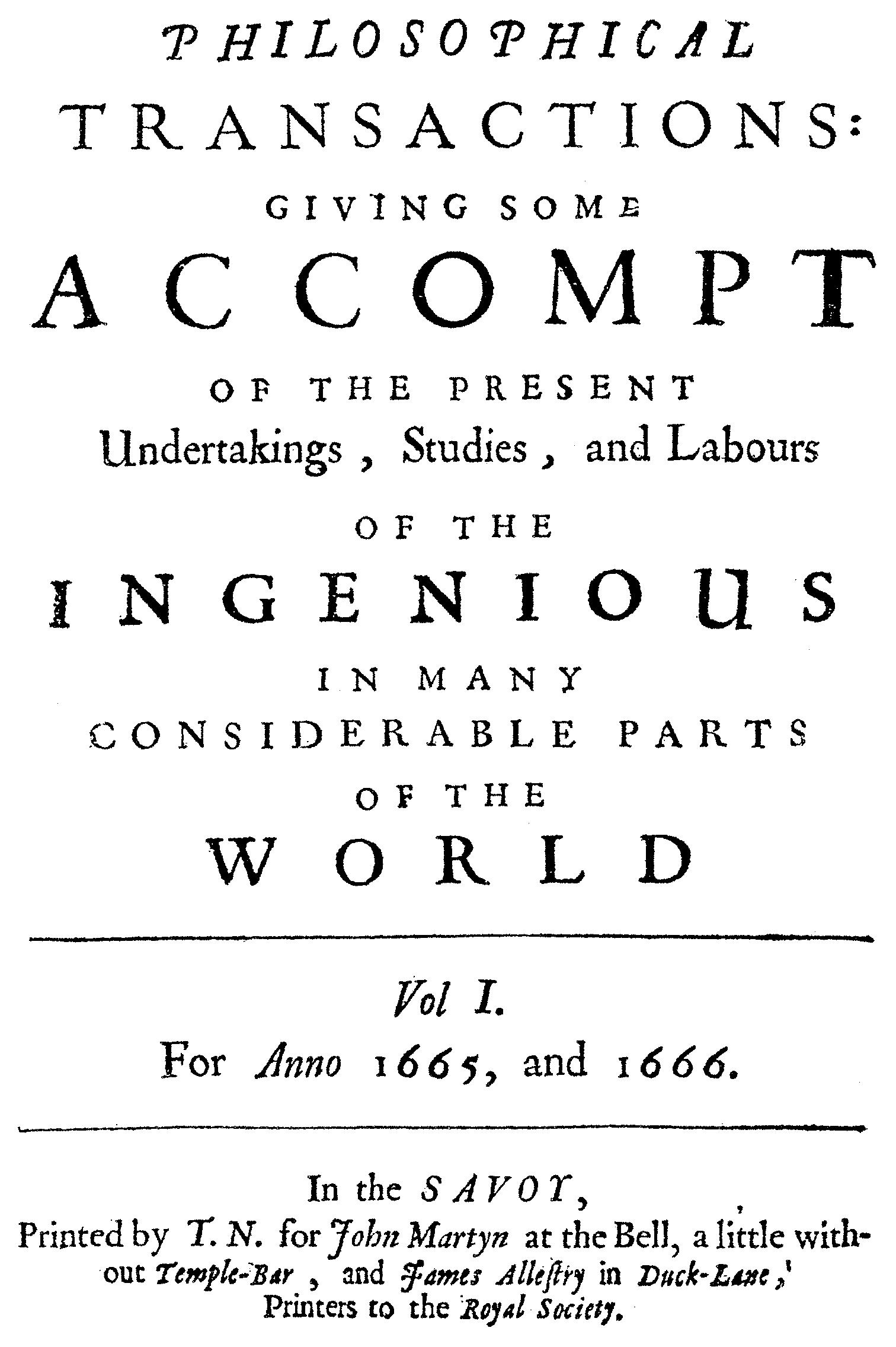
Le premier numéro des Philosophical Transactions of the Royal Society.

Le « Samielois » est néanmoins remarqué par Charles Hutton (1737-1823), qui, en 1815, fait l'exact catalogue de ce que la théorie des équations doit à Girard :
- il est le premier à avoir compris la formation des coefficients des polynômes (Viète l'avait déjà vu dans le cas de polynômes scindés sur les réels positifs) ;
- il est le premier à avoir compris la signification géométrique des racines négatives ;
- il est le premier qui, incluant les racines complexes, comprend qu'il n'y a pas plus de racines que le degré de l'équation ne l'autorise ;
- il est le premier à donner des règles pour sommer les puissances des solutions d'une équation.

À quoi il eut pu ajouter bien d'autres titres de gloire.
En 1837 pourtant, Michel Chasles le mentionne négligemment dans son mémoire sur l'histoire des méthodes en géométrie ; il rend hommage à Girard, au travers d'un théorème singulier issu de sa Trigonométrie stipulant que d'un quadrilatère inscrit dans un cercle, on peut former deux autres quadrilatères inscrits dans le même cercle, ces trois quadrilatères ayant, deux à deux, une même diagonale et pour aire (identique), le produit des trois diagonales, divisé par le double du diamètre du cercle circonscrit. Chasles regrette dans ce même ouvrage la perte éventuelle du manuscrit de Girard contenant sa reconstitution des Porismes d'Euclide et note que les triangles réciproques de Girard contiennent à la fois ceux de Viète et de Snell (il en donne une figure plus complète après 1860 et sa propre reconstitution des Porismes).
Dans la seconde moitié du XIXe siècle, Adolphe Quetelet le tient toujours pour hollandais, ou le croit né à Bruges. Il en va de même pour Florian Cajori. Ce dernier distingue cependant Albert Girard des autres propagateurs de l'algèbre spécieuse. En 1870, le généalogiste Vorsterman Van Oijen révèle qu'il n'est pas hollandais. En 1875, Ernest Rousseau, recteur de l'université libre de Bruxelles, confirme ces premiers doutes quant à la nationalité du « Samielois » et le veut d'origine belge. En 1883, l'historien Paul Tannery révèle enfin qu'il vient de Saint-Mihiel.
Vers la fin du XIXe siècle, la plupart des historiens des mathématiques, quelques mathématiciens, et des historiens du XVIIe siècle, notamment Antonio Favaro, Gustave Cohen et Henri Bosmans, approfondissent son étude. Georges Maupin dans ses Opinions et curiosités touchant la mathématique fournit de larges extraits des travaux de Girard dans la seconde partie de son ouvrage consacré à Stevin. Le professeur Maupin y donne également une étude des notations du « Samielois » (p. 160-173) et de ses apports personnels, en particulier, dans le domaine des fractions continues, de la résolution des équations (p. 174-218) de la cosmographie, de la musique (p. 233-278), de la géométrie sphérique (pp. 279-287), voire de la statique (p. 288-322).
À leur suite, Gray Funkhouser (A short account of the history of symmetric functions of roots),
George Sarton et René Taton, tracent des monographies reprenant ces découvertes, à la lumière de Stevin ou de Viète. Henri Lebesgue évoque plusieurs fois son travail. 
Plus récemment, Cornelis de Waard, Michael Sean Mahoney, Jean Itard, Roshdi Rashed et Jean-Pierre Le Goff ont tenté de réhabiliter sa mémoire. D'autres enfin, à l'image de Stella Baruk, utilisent les interrogations de Girard, voire ses notations, pour faire progresser, en collège, la compréhension des fondements de l'algèbre.